# 大村印刷
大村印刷株式会社（おおむらいんさつ）は、小松印刷グループに属する、山口県内最大手の印刷会社。
山口県防府市の本社を中心に県内に営業所及び、東京・大阪・広島・福岡に拠点を構える。カタログやチラシなどの商業印刷と出版印刷を主軸に、企画から加工まで自社一貫製造の体制を備える。

## 沿革
- 1921年（大正10年）3月 - 個人事業として大村印刷所を創立。
- 1946年（昭和21年）11月 - 法人組織に改組。大村印刷株式会社設立。
- 1976年（昭和51年）9月 - 出版事業進出のため子会社である東洋図書出版株式会社を設立。
- 1984年（昭和59年）10月1日 -  山口市に広告企画制作を手がける子会社である株式会社コアを設立。
- 2012年（平成24年）3月8日 - 香川県高松市に本拠を置く同業の小松印刷に創業者一族が保有する株式を譲渡し、同社の子会社となる。小松印刷の小松義彦社長が社長を兼務し、創業者一族の大村俊雄前社長が代表権のない会長に退く[1][2]。

## 関係会社
- 大村デジタルイノベート株式会社 - 2022年に東洋図書出版株式会社より商号変更。主に「東洋図書出版」ブランドの下、カレンダー、手帳、日記帳などの製品の開発・販売を行うとともに、システム開発事業も手がける。
- 株式会社コア - 山口市に本社を置く広告代理店。印刷・看板やイベント運営の他、スマートフォンアプリの開発などITソリューションも手がける。
- ぷらざFM（FMわっしょい） - 防府市を主な放送区域とするコミュニティ放送局。同社が筆頭株主。